# Ophiobolus ophioboloides
Ophiobolus ophioboloides är en svampart som först beskrevs av Pier Andrea Saccardo, och fick sitt nu gällande namn av L. Holm 1948. Enligt Catalogue of Life ingår Ophiobolus ophioboloides i släktet Ophiobolus,  och familjen Leptosphaeriaceae, men enligt Dyntaxa är tillhörigheten istället släktet Ophiobolus,  och familjen Phaeosphaeriaceae. Arten är reproducerande i Sverige. Inga underarter finns listade i Catalogue of Life.